# Persicaria pulchra
Persicaria pulchra là một loài thực vật có hoa trong họ Rau răm. Loài này được (Blume) Soják miêu tả khoa học đầu tiên năm 1974.